# Marks Tey
Marks Tey – wieś w Anglii, w hrabstwie Essex, w dystrykcie Colchester. Leży 26 km na północny wschód od miasta Chelmsford i 75 km na północny wschód od Londynu. W 2001 miejscowość liczyła 3599 mieszkańców.